# دالاس بيكر
دالاس بيكر (بالإنجليزية: Dallas Baker)‏ هو لاعب كرة القدم الكندية أمريكي، ولد في 10 نوفمبر 1982 في نيو سميرنا بيتش في الولايات المتحدة.

## وصلات خارجية
- دالاس بيكر على موقع مرجع كرة القدم المحترفة.كوم (الإنجليزية)